# Саша (ім'я)
Са́ша — безродове ім'я, що походить з країн Східної і Південної Європи, як укорочена версія імен Олександр і Олександра. Також використовується як прізвище, хоч і дуже рідко. Альтернативне написання включає: Саша (Російська, Сербська), Сашо (Sasho — Болгарська), Саше (Sashe — Македонська), Saša (Словенська, Сербська, Боснійська, Хорватська, Чеська, Словацька, Латвійська, Литовська), Sașa (Румунська), Sasza (Польська), Сашко (Українська), Sascha (Німецька), Sasja (Голландська і Шведська), і Sacha (Французька).

## Використання
Це ім'я особливо поширене в Європі, де використовується як для жінок, так і чоловіків, як зменшувальне від Олександра та Олександр. Попри популярність у неформальному використанні, ім'я рідко записується в свідоцтвах про народження в таких країнах, як Чехія, Польща, Росія, Словаччина, Україна, бо є зменшувально-пестливим, не офіційним. Винятком є в Хорватії, Німеччини, Сербії, Словенії, Боснії і Герцеговини, Чорногорії, Македонії та Швейцарії, де виступає окремим ім'ям.
У франкомовних регіонах (Бельгія, Франція, і Квебек) Sacha майже виключно дається чоловікам. У США ім'я використовується майже виключно для дівчат і посіло 569 місце серед американських імен для дітей в 2014 році, хоча й не було популярним до 1970-х.

## Відомі носії та носійки
- Саша Александр, сербсько-американська акторка
- Саша Аллен, американська співачка і акторка
- Саша Артем'єв, американський гімнаст
- Саша Барон Коен (нар. 1971), британський актор і комік
- Саша Беннетт, британський кінорежисер
- Саша Васильович, боснійський баскетболіст
- Саша Вільямс, канадська акторка
- Саша Габор, норвезький порноактор
- Саша Гайсер, словенський футболіст
- Саша Гедеон, чеський режисер
- Саша Герстнер, гітарист павер-метал гурту Helloween
- Саша Грей — американська акторка, модель і колишня порноакторка
- Саша Гітрі, французький актор і драматург
- Саша Дістель, французький співак
- Саша Добсон, американська джазова співачка
- Саша Дордевич (футболіст) (*1981), сербський легіонер
- Саша Ендрюс, канадський футбольний захисник
- Саша Жан-Батист, шведська хореографка, танцівниця й шоу-продюсерка
- Саша Звєрєв (*1997), німецький тенісист
- Саша Ілич (футболіст, народився 1970), македонський футбольний воротар
- Саша Ілич (футболіст, народився 1972), сербсько-австралійський футбольний воротар
- Саша Ілич (футболіст, народився 1977), сербський футбольний півзахисник
- Саша Іванович, чорногорський футбольний воротар
- Саша Кайкут, боснійський футболіст
- Саша Каун (народився 1985), російський баскетболіст
- Саша Клештан, американський футболіст, грав за «Андерлехт»
- Саша Кляйн, німецький Олімпійський нирець
- Саша Ковачевич, сербський міжнародний футболіст
- Саша Коен (*1984), американський Олімпійський фігурист
- Саша Лазард, американська співачка
- Саша Лозар, хорватська поп-співачка
- Саша Матіч, співачка з боснійських сербів
- Саша Мітчелл, американський актор, відомий своєю роллю в серіалі Крок за кроком
- Саша Обама, молодша дочка Барака Обами
- Саша Обрадовіч, сербський баскетболіст
- Саша Папац, футболіст Боснії та Герцеговини
- Саша Павлович, професійний баскетболіст (НБА)
- Саша Пітерс, американська акторка
- Саша Пивоварова, російська модель
- Саша Радецький, американський танцюрист і актор
- Саша Рітер, німецький футболіст
- Саша Ройз, канадський актор
- Саша Стаменкович, сербський футбольний воротар
- Саша Тодич, сербський футбольний воротар
- Саша Цилиншек, сербський футболіст
- Саша Чирич, футболіст з Північної Македонії сербського походження
- Саша Шмітц, німецький співак, який використовує сценічне ім'я Саша
- Александар Джорджевич (Саша) (*1967), сербський баскетболіст і тренер

### Кодові імена, сценічні образи, альтер его
- Саша Бенкс, американська професійна реслерка